# Manuel Bettencourt Neves
 Manuel Bettencourt Neves  (Ilha Graciosa, Açores, Portugal — ?) foi um escritor português a sua obra mais conhecida foi: Compêndio do sistema métrico decimal para uso da infanda.